# Kanton Teistungen
Der Kanton Teistungen war eine Verwaltungseinheit im Distrikt Duderstadt des Departements des Harzes im napoleonischen Königreich Westphalen. Hauptort des Kantons und Sitz des Friedensgerichtes war Teistungen im heutigen thüringischen Landkreis Eichsfeld. Das Gebiet des Kantons umfasste acht Orte im heutigen Freistaat Thüringen (Eichsfeld).
Zum Kanton gehörten die Ortschaften:

- Teistungen mit Kloster Teistungenburg
- Berlingerode
- Bleckenrode
- Böseckendorf
- Ferna
- Hundeshagen
- Neuendorf
- Tastungen